# Cimitirul din Ohrincea
Cimitirul din Ohrincea este un cimitir amplasat în Ohrincea, raionul Criuleni, Republica Moldova. Este un monument istoric de importanță națională inclus în Registrul monumentelor Republicii Moldova ocrotite de stat cu nr. 344 (raionul Criuleni). Datează din sec. XVII-XVIII.